# Среднеборовской
Среднеборовской — упразднённый в ноябре 2016 года посёлок в Артёмовском городском округе Свердловской области.

## Географическое положение
Поселок Среднеборовской муниципального образования «Артёмовский городской округ» Свердловской области расположен в 35 километрах (по автодороге в 43 километрах) к востоку-северо-востоку от города Артёмовский, в заболоченной местности между рекой Бобровка (левый приток реки Ирбит) и рекой Ирбит (правый приток реки Ница).

## История посёлка
Посёлок упразднён в ноябре 2016 года. Управлялся Лебёдкинским сельским советом.

## Население
| 2002 | 2010 |
| ---- | ---- |
| 0    | →0   |